# Liste der Kulturgüter in Flums
Die Liste der Kulturgüter in Flums enthält alle Objekte in der Gemeinde Flums im Kanton St. Gallen, die gemäss der Haager Konvention zum Schutz von Kulturgut bei bewaffneten Konflikten, dem Bundesgesetz vom 20. Juni 2014 über den Schutz der Kulturgüter bei bewaffneten Konflikten sowie der Verordnung vom 29. Oktober 2014 über den Schutz der Kulturgüter bei bewaffneten Konflikten unter Schutz stehen.
Objekte der Kategorien A und B sind vollständig in der Liste enthalten, Objekte der Kategorie C fehlen zurzeit (Stand: 1. Januar 2023).

## Kulturgüter
| Foto | | Objekt                                                                               | Kat. | Typ | Standort                                                    | Beschreibung |
| ---- | --- | ------------------------------------------------------------------------------------ | ---- | --- | ----------------------------------------------------------- | ------------ |
| ja   | Datei hochladen · Wikidata zu Katholische Kirche St. Justus (Q29523747)                                        | Katholische Kirche St. Justus KGS-Nr.: 08130                                         | A    | G   | Marktstrasse 18 744715 / 217289                             |              |
| ja   | Datei hochladen · Wikidata zu Kapelle St. Jakob (Q29523743)                                                    | Kapelle St. Jakob KGS-Nr.: 08134                                                     | A    | G   | St. Jakobstrasse 1065.1 743327 / 218273                     |              |
| ja   | Datei hochladen · Wikidata zu Gräpplang, bronzezeitliche Höhensiedlung / mittelalterliche Burgruine (Q1012088) | Gräpplang, bronzezeitliche Höhensiedlung / mittelalterliche Burgruine KGS-Nr.: 09650 | A    | F   | 743750 / 218620                                             |              |
| ja   | Datei hochladen · Wikidata zu Katholische Kirche St. Laurentius (Q29786459)                                    | Katholische Kirche St. Laurentius KGS-Nr.: 08133                                     | B    | G   | Kirchstrasse 25 744814 / 217121                             |              |
| BW   | Datei hochladen · Wikidata zu Tschudischer Witwensitz (Q29786461)                                              | Tschudischer Witwensitz KGS-Nr.: 14025                                               | B    | G   | Kirchstrasse 10 744625 / 217266                             |              |
| BW   | Datei hochladen · Wikidata zu Haus Zink (Q29786456)                                                            | Haus Zink KGS-Nr.: 14026                                                             | B    | G   | Kirchstrasse 3, 5 744570 / 217375                           |              |
| ja   | Datei hochladen · Wikidata zu Ehemalige Spinnerei Spoerry mit Kraftwerk (Q29786455)                            | Ehemalige Spinnerei Spoerry mit Kraftwerk KGS-Nr.: 14027                             | B    | G   | Bergstrasse 31a–c 744446 / 216974                           |              |
| ja   | Datei hochladen · Wikidata zu Kapelle Maria Lourdes (Q29786457)                                                | Kapelle Maria Lourdes KGS-Nr.: 14028                                                 | B    | G   | Clevelaustrasse 2148.1 745981 / 215889                      |              |
| BW   | Datei hochladen · Wikidata zu Arbeitersiedlung Neudorf (Q135397940)                                            | Arbeitersiedlung Neudorf KGS-Nr.: 16666                                              | B    | G   | Gräpplangstrasse 3-9 / Neudorfstrasse 10-55 744453 / 217341 |              |